# Big West Conference (pallavolo maschile)
La Big West Conference è una delle 7 conference di pallavolo maschile affiliate alla NCAA Division I, la squadra vincitrice accede di diritto al torneo NCAA.

## Storia
Il campionato di pallavolo maschile della Big West Conference viene fondata nel 2017, quando sei università iscritte alla Mountain Pacific Sports Federation migrano nella Big West Conference, dando vita al torneo.

## Squadre

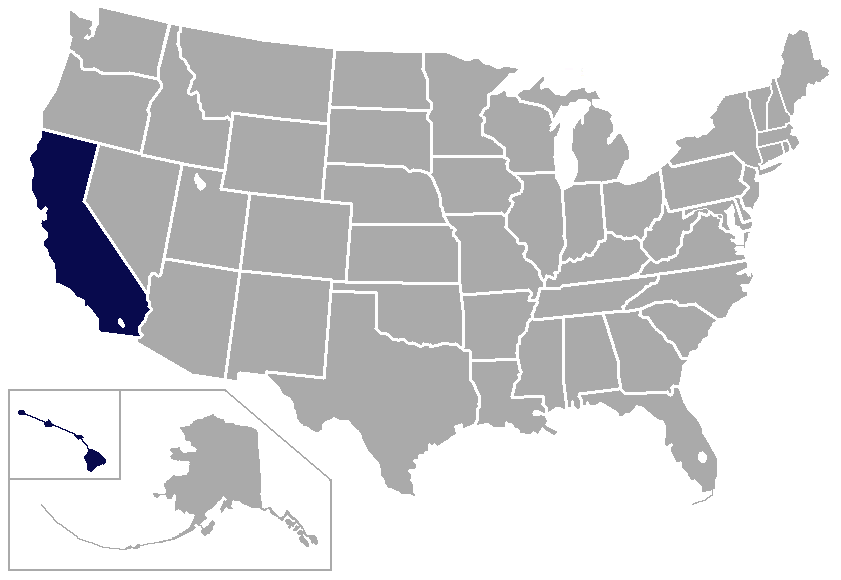

| Squadra          | Sede          | Stato      | Fondazione | Soprannome       | Affiliazione |
| ---------------- | ------------- | ---------- | ---------- | ---------------- | ------------ |
| CSU Long Beach   | Long Beach    | California | 1970       | The Beach        | 2018         |
| CSU Northridge   | Los Angeles   | California | 1977       | Matadors         | 2018         |
| UC Irvine        | Irvine        | California | 1970       | Anteaters        | 2018         |
| UC San Diego     | San Diego     | California | 1989       | Tritons          | 2018         |
| UC Santa Barbara | Santa Barbara | California | 1970       | Gauchos          | 2018         |
| Hawaii           | Honolulu      | Hawaii     | 1978       | Rainbow Warriors | 2018         |

## Arene
| Squadre          | Arene               | Capacità |
| ---------------- | ------------------- | -------- |
| UC Irvine        | Bren Events Center  | 6 000    |
| UC San Diego     | RIMAC Arena         | 5 000    |
| UC Santa Barbara | Robertson Gymnasium | 4 000    |
| CSU Long Beach   | Walter Pyramid      | 4 200    |
| CSU Northridge   | The Matadome        | 2 000    |
| Hawaii           | Stan Sheriff Center | 10 300   |

## Albo d'oro
| Anno          | Podio            | Podio          | Podio         |
| Campione      | Seconda          | Terza          |               |
| ------------- | ---------------- | -------------- | ------------- |
| 2018 Dettagli | CSU Long Beach   | Hawaii         | -             |
| 2019 Dettagli | Hawaii           | CSU Long Beach | -             |
| 2020 Dettagli | Non assegnato    | Non assegnato  | Non assegnato |
| 2021 Dettagli | UC Santa Barbara | UC San Diego   | -             |
| 2022 Dettagli | Hawaii           | CSU Long Beach | -             |
| 2023 Dettagli | Hawaii           | UC Irvine      | -             |
| 2024 Dettagli | CSU Long Beach   | UC Irvine      | -             |
| 2025 Dettagli | Hawaii           | CSU Long Beach | -             |

## Palmarès
| Squadre          | Titoli | Stagioni               |
| ---------------- | ------ | ---------------------- |
| Hawaii           | 4      | 2019, 2022, 2023, 2025 |
| CSU Long Beach   | 2      | 2018, 2024             |
| UC Santa Barbara | 1      | 2021                   |